# Bachianas brasileiras
As Bachianas brasileiras são uma série de nove composições por Heitor Villa-Lobos, escritas entre 1930 e 1945. Nessas suítes, escritas para formações diversas, Villa-Lobos fundiu material folclórico brasileiro (em especial a música caipira) às formas pré-clássicas de Bach, cuja influência é sentida até mesmo no título da série - o sufixo "-ana" é frequentemente usado nos títulos de obras musicais como uma forma de prestar homenagem a um compositor anterior -  e nos movimentos, que receberam dois títulos: um inspirado na tradição barroca e outro brasileiro.
A construção das bachinas está intimamente ligada ao projeto pedagógico-musical desenvolvido por Vila-Lobos desde seu regresso ao Brasil, em que, impossibilitado de retornar à Europa, alinhou-se aos objetivos culturais do nascente governo Vargas na construção de uma "consciência nacional", pretendendo ligar os elementos culturais brasileiros à tradição musical europeia sob a perspectiva de uma estruturação neoclássica. Nas Bachianas, Villa-Lobos emprega o contraponto e a complexidade harmônica típicos da música de Bach e os combina com a qualidade lírica do canto operático e da canção brasileira. Fusiona-se o encanto da paisagem brasileira; a energia da dança brasileira; a cor, a dissonância e a expressão do modernismo brasileiro do início do século XX, enfim, uma síntese da visão nacional do Brasil que emergia em parte do modernismo fervilhante de São Paulo (ver: semana de arte moderna de 1922) e em parte do projeto político-cultural do governo vargas que atingiria seu ápice durante a construção das séries bachianas.
 

Apesar de referenciar titularmente e estruturalmente a musicalidade barroca de Bach, as Bachianas são, antes de tudo, obras modernistas. É importante ressaltar a diferença entre o moderno e o modernista; o primeiro se torna pela virtude de existir em um determinado período de termo, o modernista, no entanto, propõe-se a um projeto específico de sociedade e cultura que no Brasil foi pautado em um retorno às formas populares de expressão cultural. Segundo Loque Arcanjo Junior (2015),
"As Bachianas Brasileiras devem ser situadas nos quadros do modernismo brasileiro,  tendo  como  referência  a  segunda  fase  do  movimento,  que  deslocava  seu foco daquela preocupação inicial com a atualização estética, centrada na luta contra o denominado “passadismo”,  para  a  consolidação  de  uma  cultura  nacionalista." 
Não obstante, são também as bachainas cerne de um notável regresso estilístico na composição de vila-lobos, cuja origem está na conformação à política cultura varguista decididamente nacionalista e, de certo modo, esteticamente neoclássica. No mesmo período em que compunha as séries bachianas, Vila-Lobos também debruçara-se sobre as obras "cívico-patrióticas", em que o subtexto nacionalista presente em bachianas se faz evidente sob a perspectiva de um projeto pedagógico-musical que visava penetrar barreiras socioeconômicas em busca da singularização da identidade nacional.
São trechos famosos de Bachianas a Tocata (O Trenzinho do Caipira), quarto movimento da nº 2; a Ária (Cantilena), que abre a de nº 5; e o Prelúdio (Introdução), o Coral (O Canto do Sertão) e a Dança (Miudinho), todos na nº 4.

## Obras
Apesar de as Bachianas apresentarem-se como séries, há pouca união entre os movimentos, de forma que, além da similaridade estilística, cada um poderia ser apresentado isoladamente sem tamanha perda à obra geral. Isso é constatado pelo fato de que algumas das Bachianas, como a primeira, sofreram modificações e adições ao longo da década em que foram trabalhadas e diferem de como foram apresentadas inicialmente. O conjunto, portanto, é unido principalmente pelo fato de todos apresentarem uma fusão de influências barrocas e neoclássicas europeias com expressões populares nacionais.

### Bachiana brasileira nº 1 para oitovioloncelos(1932/1937)
Composta entre 1930 e 1937, tendo sua primeira audição em 12 de setembro de 1932, pela Orquestra Filarmônica do Rio de Janeiro, regida pelo maestro Walter Burle Marx. A composição possui três movimentos, no entanto a historiadora Lisa Peppercorn defende que o primeiro movimento "Embolada-Animato" não havia sido apresentado na ocasião da primeira audição, sendo composto posteriormente, em 1937.
- Introdução (Embolada) — Animato
- Prelúdio (Modinha) — Andante
- Fuga (Conversa) — Un poco animato

### Bachiana brasileira nº 2 paraorquestra de câmara(1934)
Assim como a nº 1, foi composta em 1930. Foi estreada no II Festival Internacional de Veneza, em setembro de 1934, pelo compositor e regente italiano Alfredo Casella. Esta obra é dedicada a Arminda Villa-Lobos, a Mindinha (1912-1985), segunda esposa do compositor. Existem quatro movimentos, cada um reexplorando alguma peça mais antiga para piano ou para violoncelo e piano.
Orquestração: cordas, flauta, oboé, clarinete, 2 saxofones (tenor e barítono), fagote, contrafagote, duas trompas, trombone, celesta, piano e percussão (tímpano, ganzá, chocalhos, matraca, reco-reco, pandeiro, caixa clara, triângulo, pratos, tantã, bombo).
- Prelúdio (O Canto do Capadócio) — Adagio / Andantino
- Ária (O Canto da Nossa Terra) — Largo
- Dança (Lembrança do Sertão) — Andantino moderato
- Tocata (O Trenzinho do Caipira) — Un poco moderato (este movimento se caracteriza por imitar o movimento de uma locomotiva com os instrumentos da orquestra. A melodia recebeu letra composta por Ferreira Gullar, publicada no livro Poema Sujo, de 1976).

### Bachiana brasileira nº 3 para piano e orquestra (1934)
Estreou em 1947, tendo como pianista José Vieira Brandão e como regente o próprio Villa-Lobos. Contém quatro movimentos:
- Prelúdio (Ponteio) — Adagio
- Fantasia (Devaneio) — Allegro moderato
- Ária (Modinha) — Largo
- Toccata (Pica-pau) — Allegro

### Bachiana brasileira nº 4 para piano (1930–1941, orquestrada em 1942)
Composta para piano a partir de 1930, mas estreada somente em 1939. Recebeu novo arranjo para orquestra em 1941, estreando em meados do ano seguinte. Esta obra contém quatro movimentos:
- Prelúdio (Introdução) — Lento
- Coral (Canto do Sertão) — Largo
- Ária (Cantiga) — Moderato
- Dança (Miudinho) — Muito animado

A suíte começa com o famoso prelúdio, cujo motivo provém do thema regium, ou tema real, utilizado na composição de todas as peças que compõem a Oferenda Musical de Bach. No segundo movimento, o Canto do Sertão, a nota si bemol é repetida várias vezes por um instrumento, sugerindo o canto da araponga, ave que possui um canto estridente e composto de uma só nota.

### Bachiana brasileira nº 5 parasopranoe oito violoncelos (1938–1945)

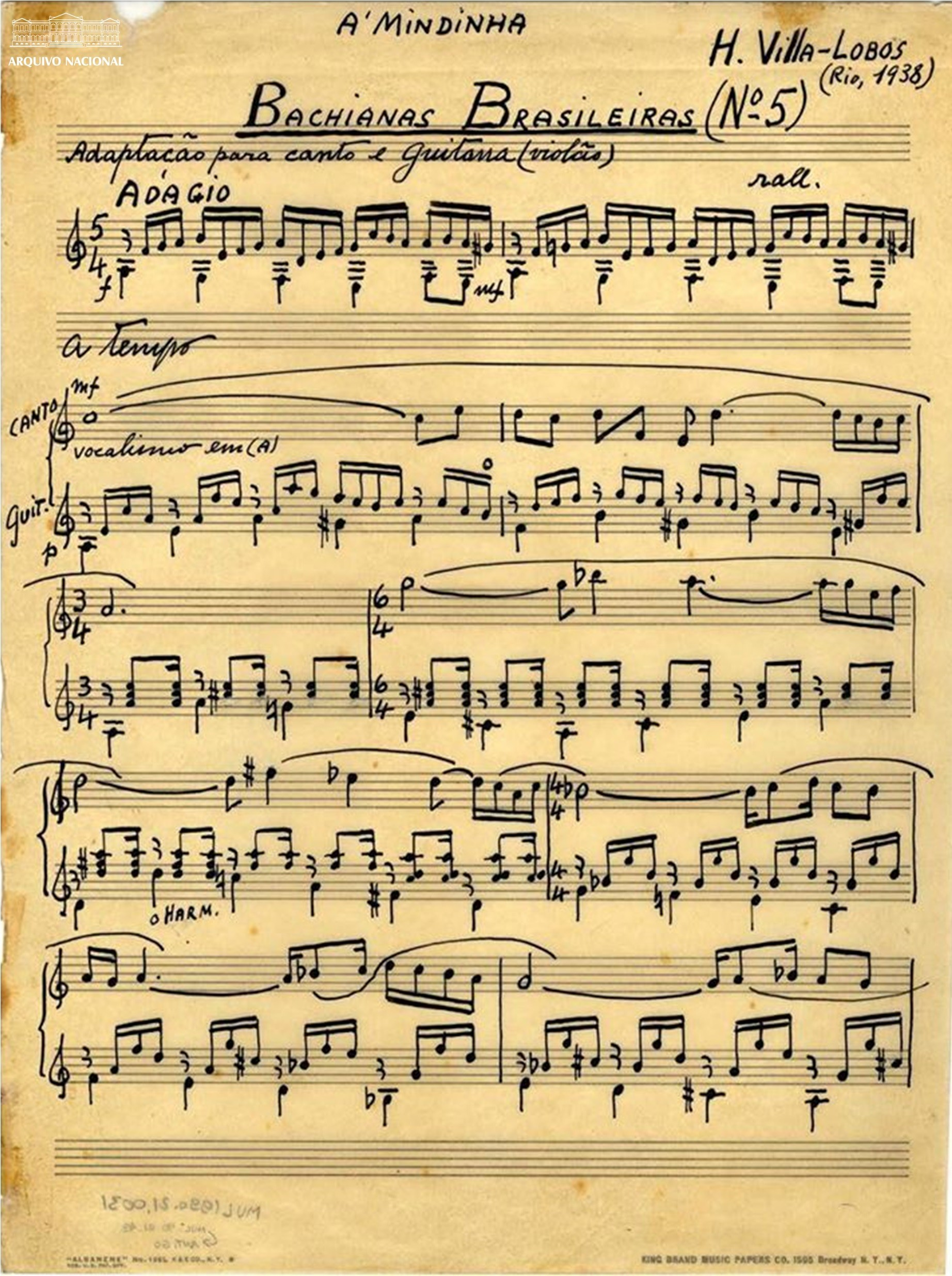
Bachianas brasileiras nº 5 composta por Heitor Villa-Lobos, dedicada à Arminda Villa-Lobos, 1938.

Provavelmente o trabalho mais popular do compositor, tendo sido a mais gravada fora do Brasil, é dividida em dois movimentos:
- Aria (Cantilena) — Adagio
  - Dedicada a Arminda Villa-Lobos. A letra deste movimento é de Ruth Valadares Corrêa, e a composição possui semelhanças com obras como a "Ária" de Bach e o "Vocalise" de Rachmaninov.[10]
- Dança (Martelo) — Allegretto
  - Composta sobre texto de Manuel Bandeira, foi apresentada em 1945, já após a composição das noves bachianas. Dois anos mais tarde, estreou em Paris.

### Bachiana brasileira nº 6 paraflautaefagote(1938)
Dois movimentos:
- Ária (Choro) — Largo
- Fantasia — Allegro

### Bachiana brasileira nº 7 para orquestra (1942)
Quatro movimentos:
- Prelúdio (Ponteio) — Adagio
- Giga (Quadrilha Caipira) — Allegretto scherzando
- Toccata (Desafio) — Andantino quasi allegretto
- Fuga (Conversa) — Andante

### Bachiana brasileira nº 8 para orquestra (1944)
Quatro movimentos:
- Prelúdio — Adagio
- Ária (Modinha) — Largo
- Toccata (Catira Batida) — Vivace (Scherzando)
- Fuga — Poco moderato

### Bachiana brasileira nº 9 para coro ou orquestra de cordas (1945)
Dois movimentos:
- Prelúdio
- Fuga